# Parque eólico El Arrayán
El parque eólico El Arrayán es una central de generación de energía eólica ubicada en cercanías de la localidad de Tongoy, Provincia de Limarí, en la Región de Coquimbo, Chile. Es una de las instalaciones eólicas operativas más grandes de Chile.

## Descripción
La construcción del parque comenzó en marzo de 2012, sobre un predio de 62 hectáreas en cercanías de la costa, a la altura del kilómetro 390 de la ruta 5 Norte, en torno aproximadamente a la posición 30°35′19.7″S 71°41′58.2″O / -30.588806, -71.699500.

La localidad más cercana es Tongoy, comuna de Ovalle, Coquimbo. Inició su operación comercial en junio de 2014 luego de una inversión estimada en USD 250 millones.
El parque consiste en un conjunto de 50 turbinas eólicas Siemens SWT-2.3-101 con una potencia individual de 2,3 MW, que generan 115 MW de potencia nominal total.
El 70 % de la energía generada se destina mediante un contrato preacordado a largo plazo a la mina Los Pelambres, —propiedad de Antofagasta plc, a través de Antofagasta Minerals—. La sustitución de fuentes de energía convencional por ERNC (Energía Renovable No Convencional) representa para la explotación minera la generación de bonos de carbono por 160 000 toneladas de CO2 al año.

El 30 % de la energía generada se incorpora al Sistema Interconectado Central, actualmente integrado en el Sistema interconectado Nacional. Este aporte se realiza a través de una subestación transformadora y una línea de 23 km, ambas instalaciones integradas al proyecto.
El Arrayán fue propiedad en un 70 % de Pattern Energy y el restante 30 % perteneció a Antofagasta Minerals. El desarrollo y la operación del parque fue responsabilidad de Pattern Energy. En agosto de 2018 Pattern Energy vendió a Arroyo Energy Investors su participación en El Arrayán y otros activos vinculados a sus operaciones en Chile. Hacia la misma fecha Antofagasta Minerals vendió al mismo inversor su participación en el proyecto, con lo cual Arroyo Energy Investors quedó como propietario único del parque eólico.